# Transition Region and Coronal Explorer
Transition Region and Coronal Explorer, o TRACE, es un observatorio espacial de la NASA lanzado el 2 de abril de 1998 a bordo de un cohete Pegasus, y que está dedicado al estudio del Sol. Lleva un telescopio ultravioleta con un espejo de 30 cm de diámetro con un campo de visión de 8,5 minutos de arco y una resolución de 1 segundo de arco. Está situado en una órbita heliosincrónica a unos 600 km de altura.

## Misión
El Transition Region and Coronal Explorer (TRACE) es una pequeña misión exploradora de la NASA diseñada para examinar las estructuras magnéticas tridimensionales que emergen a través de la fotosfera del Sol (la superficie visible del Sol) y definir tanto la geometría como la dinámica de la atmósfera solar superior (la región de transición y la corona). Sus principales objetivos científicos son: (1) seguir la evolución de las estructuras del campo magnético desde el interior solar hasta la corona; (2) investigar los mecanismos de calentamiento de la atmósfera solar exterior; y, (3) determinar los desencadenantes y el inicio de las erupciones solares y las eyecciones de masa. TRACE es una nave espacial con un solo instrumento y estabilizada en tres ejes. El sistema de control de actitud de la nave (ACS) utiliza tres bobinas de torquer magnético, un sensor solar digital, seis sensores solares gruesos, un magnetómetro de tres ejes, cuatro ruedas de reacción y tres giroscopios inerciales de dos ejes para mantener la orientación. En el modo científico, la nave espacial utiliza un telescopio guía proporcionado por el instrumento como sensor de guiado fino para proporcionar una precisión de apuntamiento inferior a 5 segundos de arco. La energía se suministra a la nave mediante cuatro paneles de células solares de arseniuro de galio (GaAs) con una superficie total de 2 m2. El conjunto solar produce una potencia de unos 220 vatios, de los cuales 85 W son utilizados en cada órbita por la nave espacial y 35 W por el instrumento. El resto de la energía se utiliza para la calefacción operativa y de descontaminación de la nave espacial y del telescopio. Una batería de níquel-cadmio (NiCd) de 9 A-h proporciona energía durante el tiempo en que la nave espacial se encuentra a la sombra de la Tierra. Las comunicaciones se realizan a través de un transpondedor de banda S de 5 W, que proporciona hasta 2,25 Mbit/s de transmisión de datos de enlace descendente y 2 kbit/s de enlace ascendente. Los datos se transmiten hasta seis veces al día. Los datos se almacenan a bordo mediante una grabadora de estado sólido capaz de almacenar hasta 300 MB. El sistema de mando y tratamiento de datos utiliza un procesador 80386/80387 de 32 bits.

## Parámetros orbitales
- Perigeo: 602 km
- Apogeo: 652 km
- Inclinación orbital: 97,8 grados
- Período: 97,1 minutos